# 28750 Brennawallin
28750 Brennawallin è un asteroide della fascia principale. Scoperto nel 2000, presenta un'orbita caratterizzata da un semiasse maggiore pari a 2,2986199 UA e da un'eccentricità di 0,1336725, inclinata di 3,67573° rispetto all'eclittica.